# Mucibregma spinosa
Mucibregma spinosa är en ringmaskart som beskrevs av Fauchald och Hancock 1984. Mucibregma spinosa ingår i släktet Mucibregma och familjen Scalibregmatidae. Inga underarter finns listade i Catalogue of Life.